# Diamant Izsó
Diamant Izsó (Vágújhely, 1886. február 25. – Budapest, 1944 őszén) közgazdász, újságíró, műgyűjtő.

## Életútja
1920-tól két évtizeden át az aranyosgyéresi Sodronyipar Rt. vezérigazgatója. A liberális gondolkodású ipari "menedzser" típusa, aki társadalmi állását, anyagi lehetőségeit arra használta, hogy a két háború közti évek szűkös pénzügyi viszonyai közepette a művészeti alkotást támogassa és ösztönözze. Több ezer kötetes könyvtára, kép- és metszetgyűjteménye, 3000 darabot számláló európai hírű ex libris-gyűjteménye a második világháború alatt jórészt megsemmisült.
Közgazdasági, kereskedelem- és iparpolitikai cikkei, művészeti vonatkozású írásai szaklapokban és napilapokban jelentek meg, így a "dolgozó ember" és a "technika" megjelenéséről a képzőművészetben a Keleti Újság (1924), a rézkarcról a Vasárnapi Újság (1925) hasábjain értekezett. A Romániai Gyáriparosok Országos Szövetségének erdélyi ügyvezető alelnöke; a maga tőkés osztályalapjáról bírálta a tervgazdaságot. A lap kezdeti szakaszában a Korunk munkatársa is volt. 1944 őszén feleségével együtt a nyilasterror áldozata lett.